# Slider (gastronomia)
Slider (spesso al plurale: sliders) è un termine usato nella gastronomia statunitense per riferirsi a piccoli hamburger o sandwich serviti durante gli aperitivi o come antipasto. Solitamente misurano circa 5 centimetri di diametro e sono preparati usando i panini per hamburger.

## Etimologia e storia
Si pensa che i primissimi slider siano gli hamburger al vapore con le cipolle inventati della catena di fast food White Castle. Secondo George Motz:
 In seguito, gli slider iniziarono a essere serviti presso altri ristoranti. Il termine identificava non soltanto degli hamburger di dimensioni ridotte, ma qualsiasi piccolo panino servito ai clienti con un rullo di scorrimento. Fra il 1985 e il 2009, i piccoli panini della White Castle presero il nome di "Slyder".
Apprezzati spuntini, gli slider sono oggi mangiati durante le partite di football americano tenute negli USA.

## Galleria d'immagini

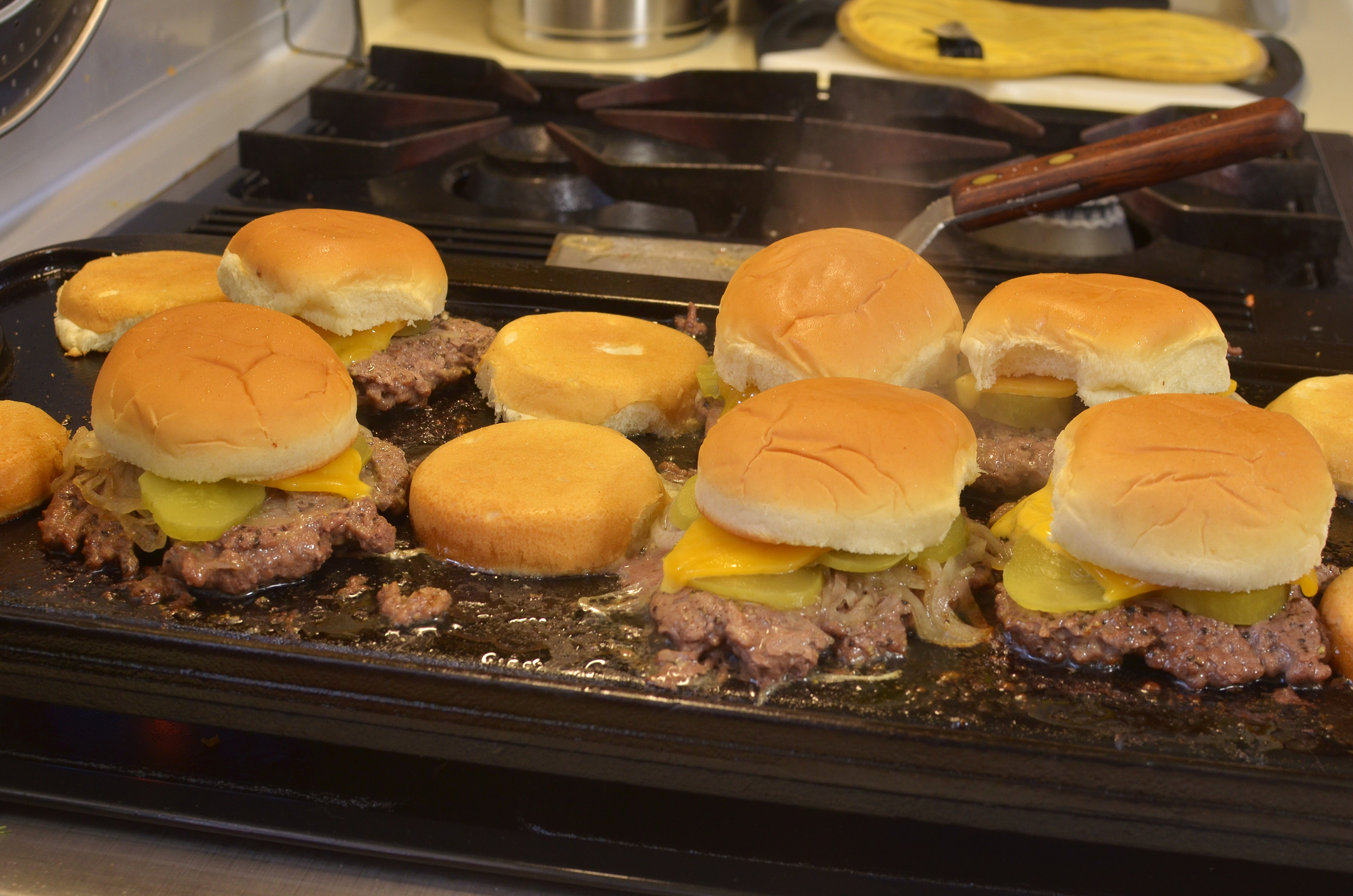
Cheeseburger sliders
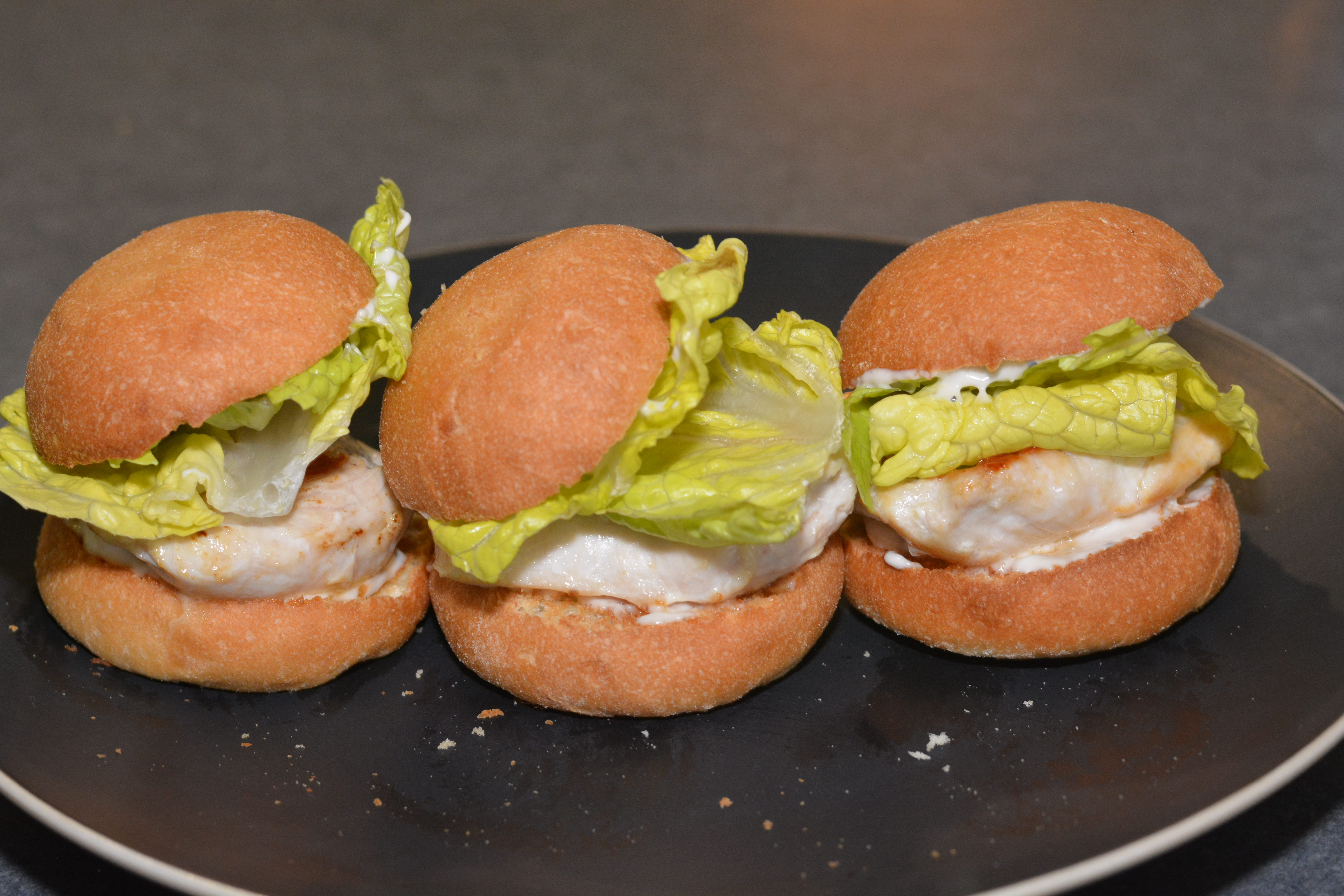
Chicken sliders
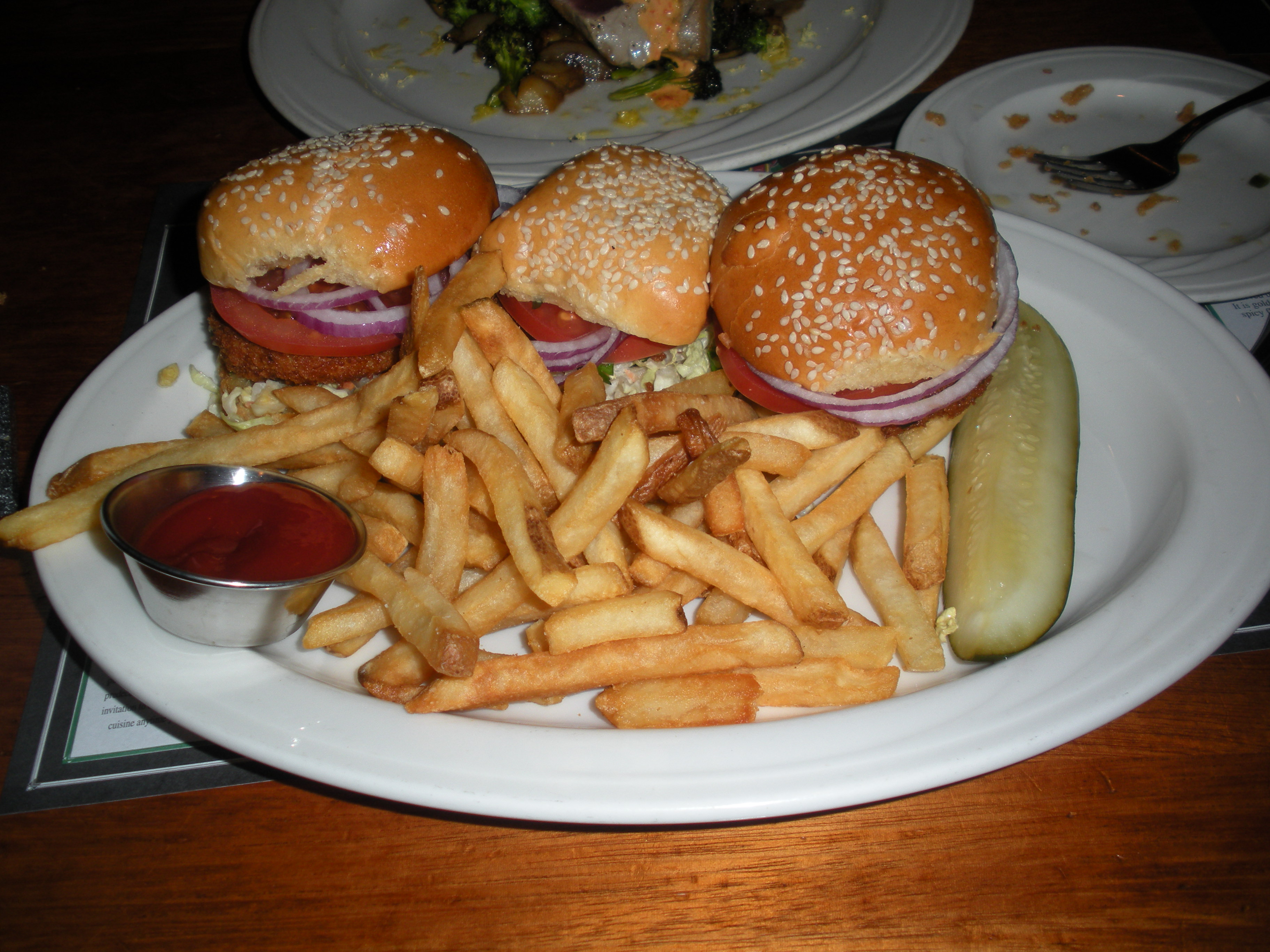
Slider di granchi e gamberi con patatine
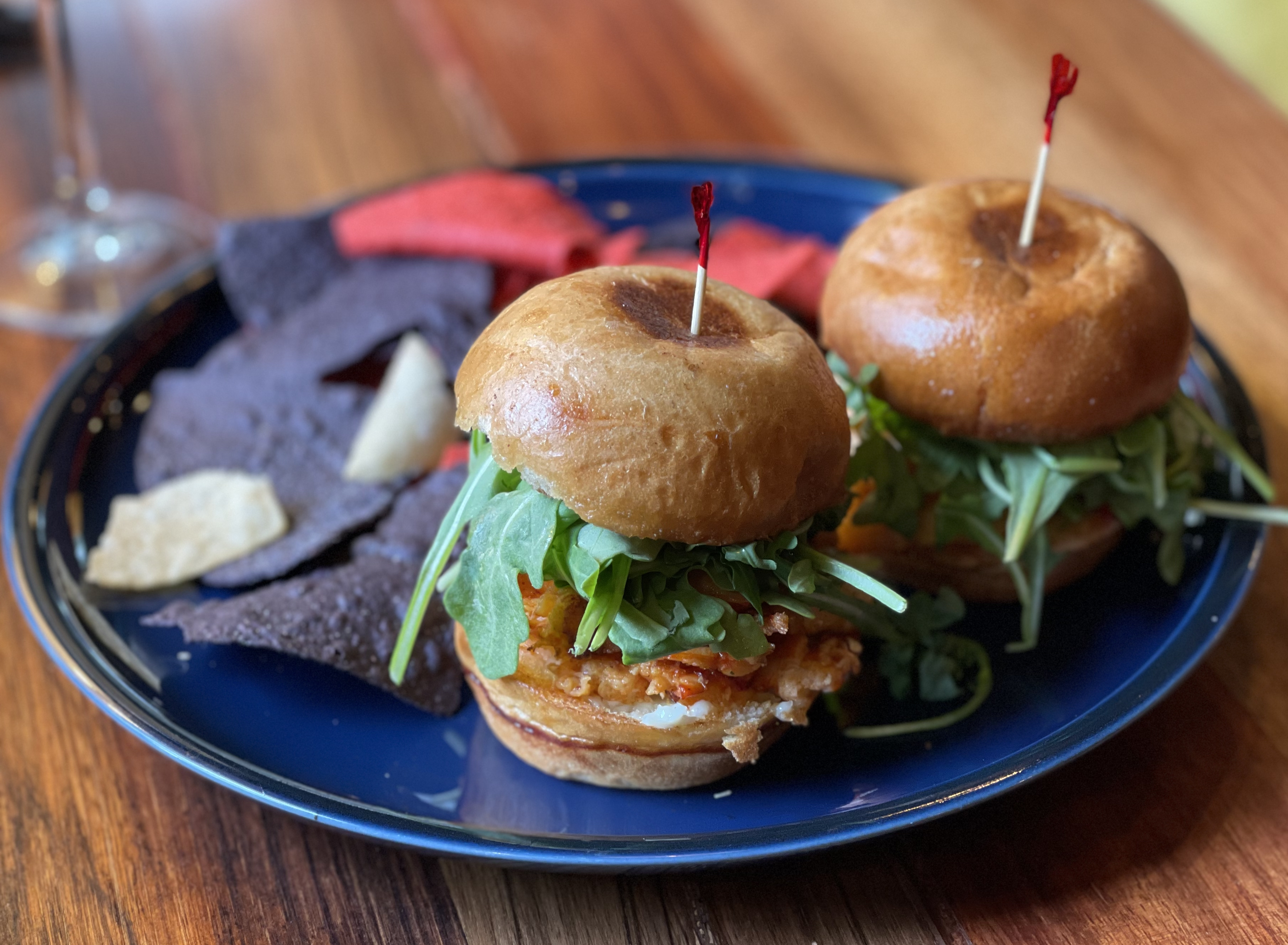
Slider di astice
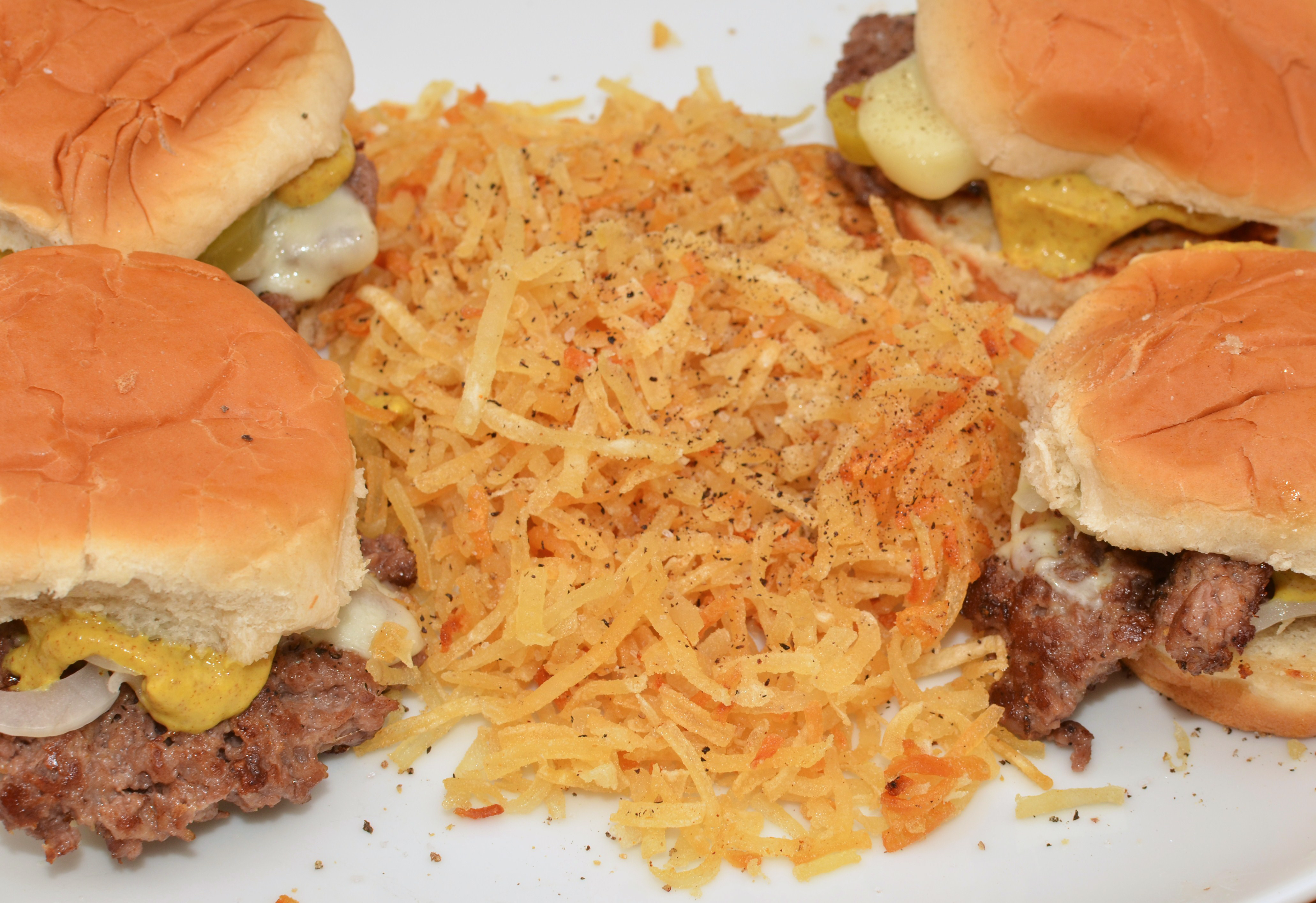
Slider con hash browns